# NGC 6154
NGC 6154 is een balkspiraalstelsel in het sterrenbeeld Hercules. Het hemelobject werd op 15 mei 1787 ontdekt door de Duits-Britse astronoom William Herschel.

## Synoniemen
- UGC 10382
- MCG 8-30-12
- ZWG 251.16
- PGC 58095